# 火之鳥
《火之鳥》，是手塚治虫創作的日本漫畫作品。
火之鳥是一部以探讨「生」與「死」為核心的漫畫。《火之鳥》最先是1954年在《漫畫少年》連載，導讀書中稱為「黎明篇（漫畫少年版）」，未完。1956至57年間在《少女CLUB》連載了（埃及篇）、（希臘篇）、（羅馬篇），目前的單行本均未收錄。最後在《COM》漫畫雜誌連載重開(1967年)，才又從（黎明篇）開始一直畫到（太陽篇），但因為作者過世，該部作品至今仍未能完成。留下的遺稿為（大地篇）。手冢治虫在21年的時間裡陸續地創作了12個章節的《火之鳥》故事。本作品影響了许多漫畫家，也後製成相當多的電影、電視動畫和廣播劇。單行本全12冊。再加上未收錄傑作選和特別篇一冊。
《火之鳥》於2004年首次改編為動畫，2022年再度宣布改編動畫，預計於2023年由Disney+獨家播出。

## 作品概要
『火之鳥』是手塚治虫在漫畫生涯晚期中持續創作的作品，是手塚治虫的「生命之作」。『火之鳥』是一種宇宙能量(生命的源頭)凝結而成的宇宙生命體，而以鳳凰的型態在現世具現化。鳳凰是能够浴火中重生的神鸟，代表著一個有著永恆生命的個體，故事由擁有喝了就會長生不老的血液的「火之鳥」，與各時代每一個為了尋找這隻火鳥煩惱、痛苦、戰鬥，并因此擁有殘酷命運的主角們所組成。作品的時間背景從日本古代一直延續到遙遠的未來，地點從以日本為主的飛鳥時代、奈良時代、鎌倉時代、中日戰爭時代的上海和西域大地，未來時代的地球到宇宙中其他星球，探討生命的本質和去向、人類的業障、進化的目的等等，以手塚治虫宏大、獨特的思想為基礎凝结而成。

## 電視動畫

### 製作人員
- 原作：手塚治虫
- 監督：高橋良輔
- 作畫監督&人物設計：杉野昭夫、内田裕、西田正義、大下久馬
- 美術監督：河野次郎、西田稔、斉藤雅巳、柴田正人
- 色彩設定：箕輪綾美、小林美代子
- 攝影監督：中村圭介
- 音樂：内池秀和、野見祐二
- 音響監督：小林克良
- 企劃製作人：清水義裕、宇田川純男
- 制作統括：貴志謙介、冨永慎一
- 動畫制作：手塚製作公司
- 共同制作： WNET、 NHK

### 配音人員
| 角色              | 配音員   | 配音員   | 配音員   | 備註     |
| 角色              | 日本     | 香港     | 臺灣     | 備註     |
| 固定出場          | 固定出場 | 固定出場 | 固定出場 | 固定出場 |
| ----------------- | -------- | -------- | -------- | -------- |
| 火之鳥 火の鳥     | 竹下景子 | 曾秀清   | 陶敏嫻   |          |
| 旁白 ナレーション | 久米明   | 潘文柏   | 夏治世   |          |

黎明編
- 小凪（ナギ，港譯：納傑，台譯：那岐）：竹内順子（日本）；雷碧娜（香港）；陶敏嫻（台灣）
- 猿田彥（猿田彦）：小村哲生（日本）；盧國權（香港）；官志宏（台灣）
- 愚圖（グズリ，港譯：古荃利）：中尾巖雄（日本）；蘇強文（香港）；梁興昌（台灣）
- 雛玖（ヒナク，港譯：希奈香，台譯：比奈久）：玉川紗己子（日本）；沈小蘭（香港）；陶敏嫻（台灣）
- 卑彌呼（ヒミコ）：來宮良子（日本）；黃鳳英（香港）；陶敏嫻（台灣）
- 弓彥（弓彦）：寺杣昌紀（日本）；陳欣（香港）；梁興昌（台灣）
- 須佐之男（スサノオ，港譯：須佐親王）：津田英三（日本）；潘文柏（香港）；陳幼文（台灣）
- 族長（族長，港譯：村長）：大塚明夫（日本）；夏治世（台灣）
- 鈿女（ウズメ，港譯：渦女）：中谷有美（日本）；黃玉娟（香港）；陶敏嫻（台灣）
- 釜蟲（カマムシ，港譯：加馬時，台譯：螳螂）：飯塚昭三（日本）；黃子敬（香港）；陳幼文（台灣）
- 浦路（ウラジ，港譯：胡拉治，台譯：宇良治）：屋良有作（日本）；李錦綸（香港）；官志宏（台灣）
- 奶奶（おばば）：瀨畑奈津子（日本）；林丹鳳（香港）；陶敏嫻（台灣）
- 爺爺（おじじ）：依田英助（日本）；譚炳文（香港）；夏治世（台灣）
- 巫師（呪術師）：宮田光（日本）；官志宏（台灣）
- 長老（長老）：西川幾雄（日本）；梁興昌（台灣）
- 阿猛（タケル，台譯：建武）：浪川大輔（日本）；黃啟昌（香港）；夏治世（台灣）
- 小蕗（フキ）：中川亞紀子（日本）；陶敏嫻（台灣）
- 八頭血（ヤズチ）：野島裕史（日本）；梁興昌（台灣）
- 田力男（田力男）：土屋利秀（日本）；陳幼文（台灣）
- 侍女（侍女）：出口佳代、中川亞紀子（日本）；曾秀清、黃玉娟、沈小蘭（香港）；陶敏嫻（台灣）
- 士兵（兵）：木村雅史、近藤孝行（日本）；陳幼文、梁興昌、官志宏、夏治世（台灣）
- 侍從（侍従）：辻村真人（日本）；夏治世（台灣）
- 士兵（兵士）：長嶝高士、松本大、小谷津央典（日本）；陳幼文、梁興昌、官志宏、夏治世（台灣）
- 士兵的聲音（兵の声）：秋元羊介、小谷津央典（日本）；陳幼文、梁興昌、官志宏、夏治世（台灣）

復活編
- 李奧納（レオナ，港譯：里安納，台譯：玲於奈）：佐佐木望（日本）；黎景全（香港）；梁興昌（台灣）
- 千尋（チヒロ，港譯：芝朗）：小林美佐／（香港）：鄭麗麗（香港）；陶敏嫻（台灣）
- 神燈（ランプ，港譯：林保，台譯：朗普）：廣瀨正志（日本）；林保全（香港）；夏治世（台灣）
- 尼爾遜（ニールセン，港譯：紐臣，台譯：尼爾森）：小川真司（日本）；譚炳文（香港）；官志宏（台灣）
- 麗子（レイコ，港譯：麗香，台譯：玲子）：大坂史子（日本）；盧素娟（香港）；陶敏嫻（台灣）
- 猿田博士（猿田博士）：小村哲生（日本）；潘文柏（香港）；陳幼文（台灣）
- 羅比塔（ロビタ，港譯：洛比泰，台譯：洛比達）：牛山茂（日本）；梁興昌（台灣）
- 李奧納的父親（レオナの父）：岩尾萬太郎（日本）；林國雄（香港）；陳幼文（台灣）
- 李奧納（兒童時代）（レオナ（子供時代））：高木禮子（日本）；雷碧娜（香港）；陶敏嫻（台灣）
- 少年（少年）：久保田惠（日本）；盧素娟（香港）；陶敏嫻（台灣）
- 職員（職員）：岩男萬太郎、麻生智久、田中完（日本）；陳幼文、官志宏、夏治世（台灣）
- 聲音（声）：近藤孝行（日本）；官志宏（台灣）

異形編
- 左近介（左近介）：淺野麻由美（日本）；曾佩儀（香港）；陶敏嫻（台灣）
- 八百比丘尼（八百比丘尼）：久保田民繪（日本）；周文瑛（香港）；陶敏嫻（台灣）
- 可平（可平）：島田敏（日本）；林保全（香港）；陳幼文（台灣）
- 家正（家正）：小村哲生（日本）；官志宏（台灣）
- 家老（家老）：岸野一彦（日本）；梁興昌（台灣）
- 村長（村長）：長嶝高士（日本）；夏治世（台灣）
- 老婆婆（老婆）：定岡小百合（日本）；陶敏嫻（台灣）
- 母親（母）：平辻朝子（日本）；陶敏嫻（台灣）
- 村人（村人）：松本大、上田陽司、保村真（日本）；官志宏、梁興昌（台灣）

太陽編
- 犬上（播磨、腐狗）（犬上（ハリマ、クチイヌ））：松本保典（日本）；李致林（香港）；夏治世（台灣）
- 毬藻（マリモ，港譯：瑪莉慕，台譯：真理茂）：内川藍維（日本）；張頌欣（香港）；陶敏嫻（台灣）
- 奶奶（おばば）：巴菁子（日本）；陸惠玲（香港）；陶敏嫻（台灣）
- 猿田（猿田）：小村哲生（日本）；張炳強（香港）；梁興昌（台灣）
- 留別（ルベツ）：菅生隆之（日本）；盧國權（香港）；官志宏（台灣）
- 大海人皇子：內田直哉（日本）；梁志達（香港）；官志宏（台灣）
- 大王天智（大王天智）：池田勝（日本）；潘文柏（香港）；陳幼文（台灣）
- 法弁（法弁）：大木民夫（日本）；張英才→源家祥（香港）；陳幼文（台灣）
- 蘇我果安（蘇我果安）：藤本讓（日本）；譚炳文（香港）；官志宏（台灣）
- 蘇我安麻呂（蘇我安麻呂）：柳澤榮治（日本）；梁興昌（台灣）
- 月壇（月壇）：楠見尚己（其二）、江川央生（日本）；鄺樹培→陳欣（香港）；梁興昌（台灣）
- 火壇（火壇）：楠見尚己（日本）；鄺樹培（香港）；夏治世（台灣）
- 木壇（木壇）：廣田行生（日本）；陳幼文（台灣）
- 大友皇子（大友皇子）：神谷浩史（日本）；黎景全（香港）；陳幼文（台灣）
- 韓國（韓国）：渡部猛（日本）；林保全（香港）；陳幼文（台灣）
- 高市皇子（高市皇子）：野島健兒（日本）；黃榮璋（香港）；梁興昌（台灣）
- 日壇（日壇）：岩崎浩（日本）；官志宏（台灣）
- 太后（大后）：小金澤篤子（日本）；曾秀清（香港）；陶敏嫻（台灣）
- 伊吹丸（伊吹丸）：郷里大輔（日本）；黃子敬（香港）；陳幼文（台灣）
- 將軍（将軍）：坂口候一（日本）；盧國權（香港）；梁興昌（台灣）
- 村長（村長）：麻生智久（日本）；夏治世（台灣）
- 國司（国司）：仲野裕（日本）；鄺樹培（香港）；官志宏（台灣）
- 士兵（兵士）：服卷浩司、小谷津央典（日本）；鄺樹培、李錦綸（香港）；官志宏、陳幼文、梁興昌（台灣）
- 農夫（農夫）：宮田光（日本）；官志宏（台灣）
- 男人（男）：最上嗣生（日本）；陳幼文（台灣）
- 女人（女）：茂呂田薰（日本）；林元春（香港）；陶敏嫻（台灣）
- 官員（役人）：西脇保、中嶋聰彥（日本）；
- 隨從（従者）：保村真（日本）；夏治世（台灣）
- 本地人（里人）：上田陽司、小谷津央典（日本）；官志宏、陳幼文、梁興昌（台灣）
- 小孩子（子ども）：樋口明（日本）；曾秀清（香港）；陶敏嫻（台灣）
- 親信（側近）：服卷浩司、小谷津央典（日本）；官志宏、陳幼文、梁興昌（台灣）
- 農民（農民）：土屋利秀（日本）；陳幼文（台灣）
- 村人（村人）：上田陽司（日本）；梁興昌（台灣）

未來編
- 山之邊雅人（山之辺マサト，港譯：山之邊正人）：浪川大輔（日本）；雷霆（香港）
- 玉美（タマミ，港譯：珠美）：冬馬由美（日本）；曾秀清（香港）
- 洛克（ロック，港譯：朗克）：桐本琢也（日本）；陳欣（香港）
- 猿田博士（猿田博士）：小村哲生（日本）；林國雄（香港）
- 羅比塔（ロビタ）：牛山茂（日本）；鄺樹培（香港）
- 亞當（アダム）：水島大宙（日本）；馮錦堂（香港）
- 女性（フィメール）：夏樹莉緒（日本）；盧素娟（香港）
- 雅人（老人）（マサト（老人））：阪脩（日本）；陳欣（香港）
- 少年（少年）：佐藤佑子（日本）；盧素娟（香港）
- 少女（少女）：中川亞紀子（日本）；沈小蘭（香港）
- 小寶寶（赤ん坊）：樋口明（日本）
- 原始人（原人）：幸田昌明（日本）

### 各話標題
| 話数   | 日文標題      | 中文標題      | 劇本       | 分鏡       | 演出                | 作畫監督                 | 美術監督        |
| ------ | ------------- | ------------- | ---------- | ---------- | ------------------- | ------------------------ | --------------- |
| 第1話  | 黎明編 その一 | 黎明編 第一話 | 五武冬史   | 寺田和男   | 吉村文宏            | 杉野昭夫                 | 河野次郎        |
| 第2話  | 黎明編 その二 | 黎明編 第二話 | 五武冬史   | 吉村文宏   | 津田義三            | 杉野昭夫 高橋直樹        | 河野次郎        |
| 第3話  | 黎明編 その三 | 黎明編 第三話 | 五武冬史   | 竹内啓雄   | 竹内啓雄            | 杉野昭夫                 | 河野次郎 安原稔 |
| 第4話  | 黎明編 その四 | 黎明編 第四話 | 五武冬史   | 青山弘     | 青山弘              | 杉野昭夫 垪和等 大下久馬 | 河野次郎        |
| 第5話  | 復活編 その一 | 復活編 第一話 | 長谷川圭一 | 波多正美   | 吉村文宏            | 内田裕                   | 斉藤雅巳        |
| 第6話  | 復活編 その二 | 復活編 第二話 | 長谷川圭一 | 鈴木卓夫   | 萩原露光            | 内田裕 渡辺章            | 斉藤雅巳        |
| 第7話  | 異形編        | 異形編        | 杉井儀三郎 | 杉井儀三郎 | 大下久馬 水野健太郎 | 大下久馬                 | 河野次郎        |
| 第8話  | 太陽編 その一 | 太陽編 第一話 | 野崎透     | 竹内啓雄   | 伊藤幸松            | 西田正義 清水恵蔵        | 柴田正人        |
| 第9話  | 太陽編 その二 | 太陽編 第二話 | 野崎透     | 桑原智     | 桑原智              | 西田正義                 | 柴田正人        |
| 第10話 | 太陽編 その三 | 太陽編 第三話 | 野崎透     | 竹内啓雄   | 竹内啓雄            | 西田正義 瀬谷新二        | 柴田正人        |
| 第11話 | 太陽編 その四 | 太陽編 第四話 | 野崎透     | 西田正義   | 西田正義            | 西田正義                 | 柴田正人        |
| 第12話 | 未来編 その一 | 未來編 第一話 | 小林弘利   | 吉村文宏   | 吉村文宏            | 杉野昭夫                 | 西田稔          |
| 第13話 | 未来編 その二 | 未來編 第二話 | 小林弘利   | 波多正美   | 鈴木卓夫            | 杉野昭夫                 | 西田稔          |

## 影響
2003年日本AVG游戏《沙耶之歌》的背景设定与《火鸟》的〈复活篇〉有一些相似之处，而游戏主角某段对白亦有间接地提及火鸟，《火鸟》可能是《沙耶之歌》的灵感来源之一，故事上的铺垫方式与火鸟大致相同，几个结局也类似，花开结局和火之鸟复活篇千寻机器人与男主在融矿神交的意象十分相似。

## 外部連結
- 漫畫
  - 手塚治虫公式サイト内作品ページ（マンガ『火の鳥（鳳凰編）』） （页面存档备份，存于）（日語）
  - 手塚治虫マガジン倶楽部 - 火の鳥 （页面存档备份，存于）（日語）

- 動畫
  - 手塚治虫公式サイト内作品ページ（アニメ『火の鳥（鳳凰編）』） （页面存档备份，存于）（日語）
  - 火の鳥 【鳳凰編】 : 角川映画 （页面存档备份，存于）（日語）

| 翡翠台 星期日 00:20－01:20 | 翡翠台 星期日 00:20－01:20                          | 翡翠台 星期日 00:20－01:20                                  |
| --- | --------------------------------------------------- | ----------------------------------------------------------- |
| | 手塚治虫作品-火之鳥 （2005年4月3日－5月15日）       |                                                             |
| 手塚治虫作品-怪醫黑傑克 （2005年3月13日－3月20日）                                                                                                   | 魔剎 （2005年7月10日－2006年4月2日）                |                                                             |
| 翡翠台 星期一 以下時段 9月25日 02:40－03:10 10月2日、11月6日 02:40－03:40 10月9日、10月16日 02:40－03:35 10月23日 02:50－03:50 10月30日 02:15－03:15 |                                                     |                                                             |
| 新增動畫時段 | 手塚治虫作品-火之鳥 重播 （2006年9月25日－11月6日） | 七武士（星期日至一） 重播 （2006年11月12日－2007年1月14日） |